# Geisenfeld
Geisenfeld är en stad i Landkreis Pfaffenhofen an der Ilm i Regierungsbezirk Oberbayern i förbundslandet Bayern i Tyskland vid floden Ilm, 16 kilometer sydost om Ingolstadt. Folkmängden uppgår till cirka 12 000 invånare.
Staden ingår i kommunalförbundet Geisenfeld tillsammans med kommunen Ernsgaden.